# Place du Père-Teilhard-de-Chardin
La place du Père-Teilhard-de-Chardin est une place située dans le quartier de l'Arsenal du 4e arrondissement de Paris.

## Situation et accès
Ce site est desservi par la station de métro Sully - Morland, où circulent les trains de la ligne 7.

## Origine du nom
Cette voie honore la mémoire du prêtre jésuite Pierre Teilhard de Chardin (1881-1955), paléontologue évolutionniste, philosophe et théologien français. On ignore la raison d'une telle mesure : une rue du Père-Teilhard-de-Chardin existait en effet dans le 5e arrondissement depuis 1978. Du 16 au 18 septembre 1981, l'UNESCO célébrait à Paris, le centenaire de sa naissance avec un symposium international sous le haut patronage du Président de la République François Mitterrand qui clôt l'événement, réunissant une trentaine d'intervenants originaires de 21 pays dont la République populaire de Chine, l'URSS, les USA, l'Inde et le Brésil. Une médaille fut dessinée par l'artiste français Paul Belmondo à cette occasion.

## Historique

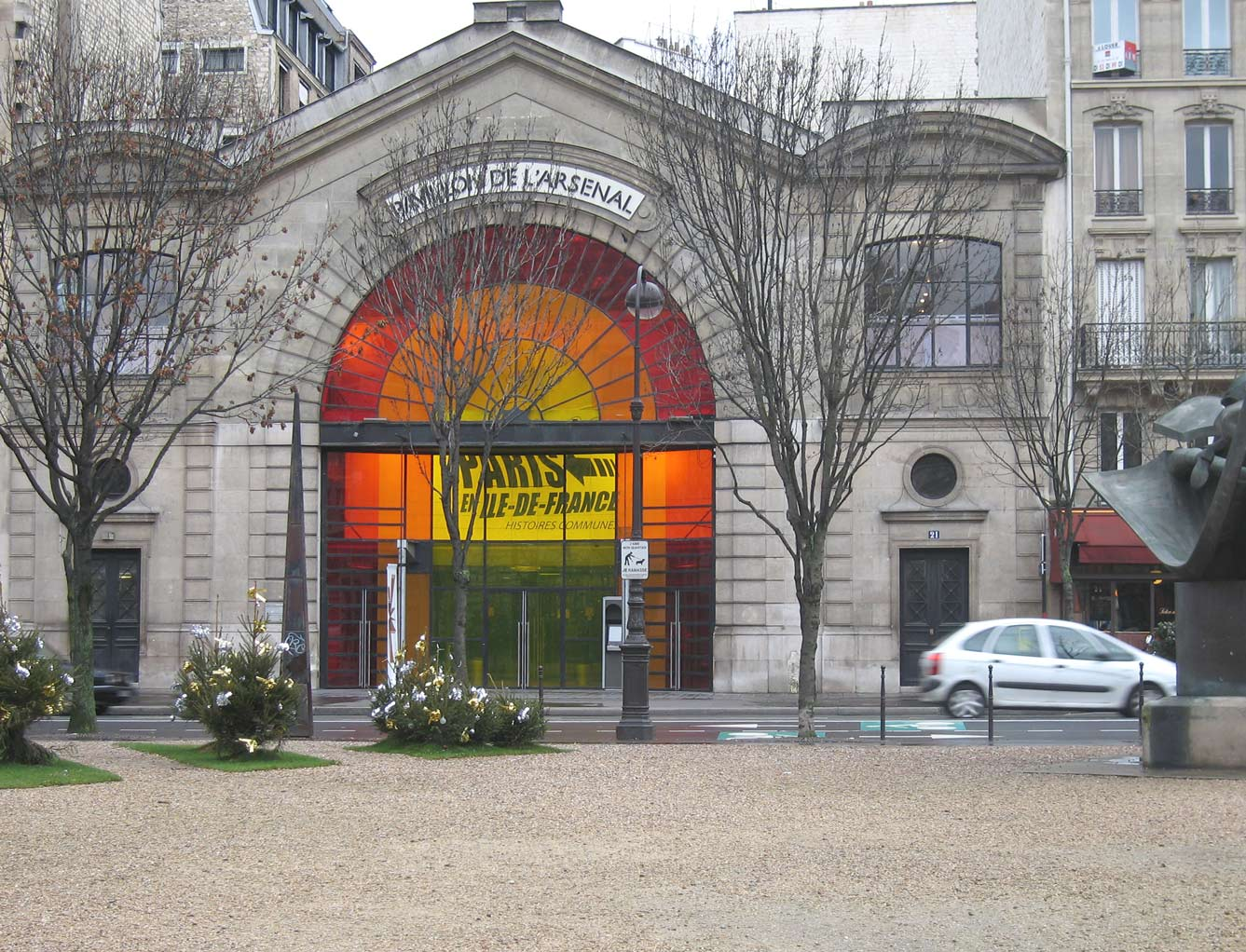
Le Pavillon de l'Arsenal vu depuis la place du Père-Teilhard-de-Chardin : la statue de Rimbaud est visible sur la droite.

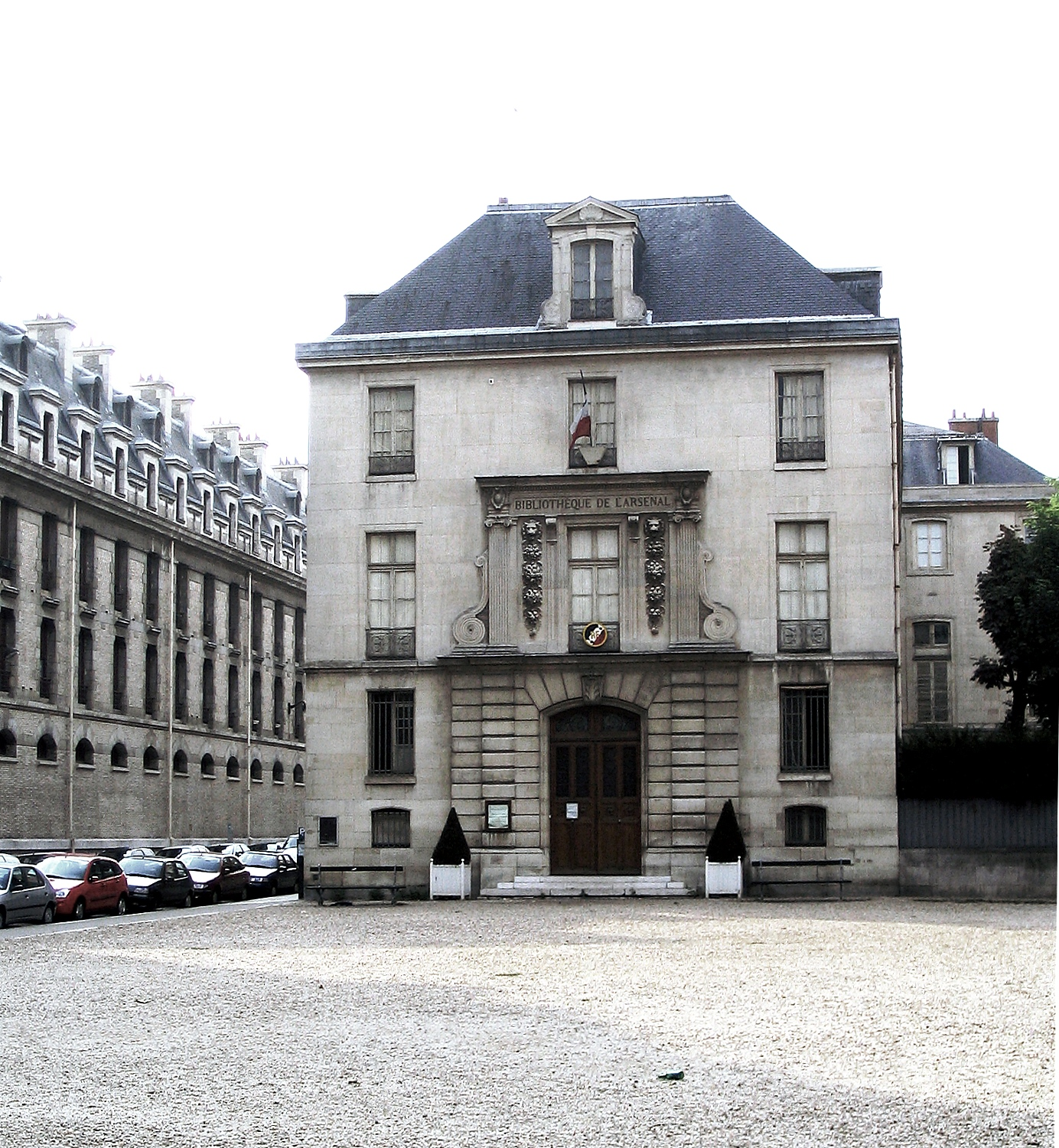
Bibliothèque de l'Arsenal sur le terre-plein de la place du Père-Teilhard-de-Chardin.

Cette voie a reçu son nom actuel par la décision municipale du 23 novembre 1981.
Une statue en bronze dédiée à Arthur Rimbaud, située précisément place du Père-Teilhard-de-Chardin, à droite du boulevard Henri-IV est l'œuvre du sculpteur Jean-Robert Ipoustéguy (1920-2006). Intitulée L'Homme aux semelles devant, parodie du surnom donné à Rimbaud, « l'homme aux semelles de vent », elle a été inaugurée en 1984. À l'automne 2018, en raison des travaux de création d'un jardin public sur la place, la statue a été déplacée dans le musée de la Sculpture en plein air dans le 5e arrondissement.
Lors de fouilles entreprises en 2015 sous la place est mise au jour une partie de l'enceinte de Charles V.
Autour de ces vestiges, désormais visibles le long du boulevard Morland, le jardin Teilhard-de-Chardin, ouvert à l'été 2019, est une promenade ouverte de 1 100 m2. Il comprend 700 m2 de pelouses, de bosquets, d’arbres en futaie. L’allée centrale reprend le tracé du mur d’enceinte et protège les vestiges archéologiques qui n'ont pas encore été fouillés.

## Diagnostic archéologique 2015-2016

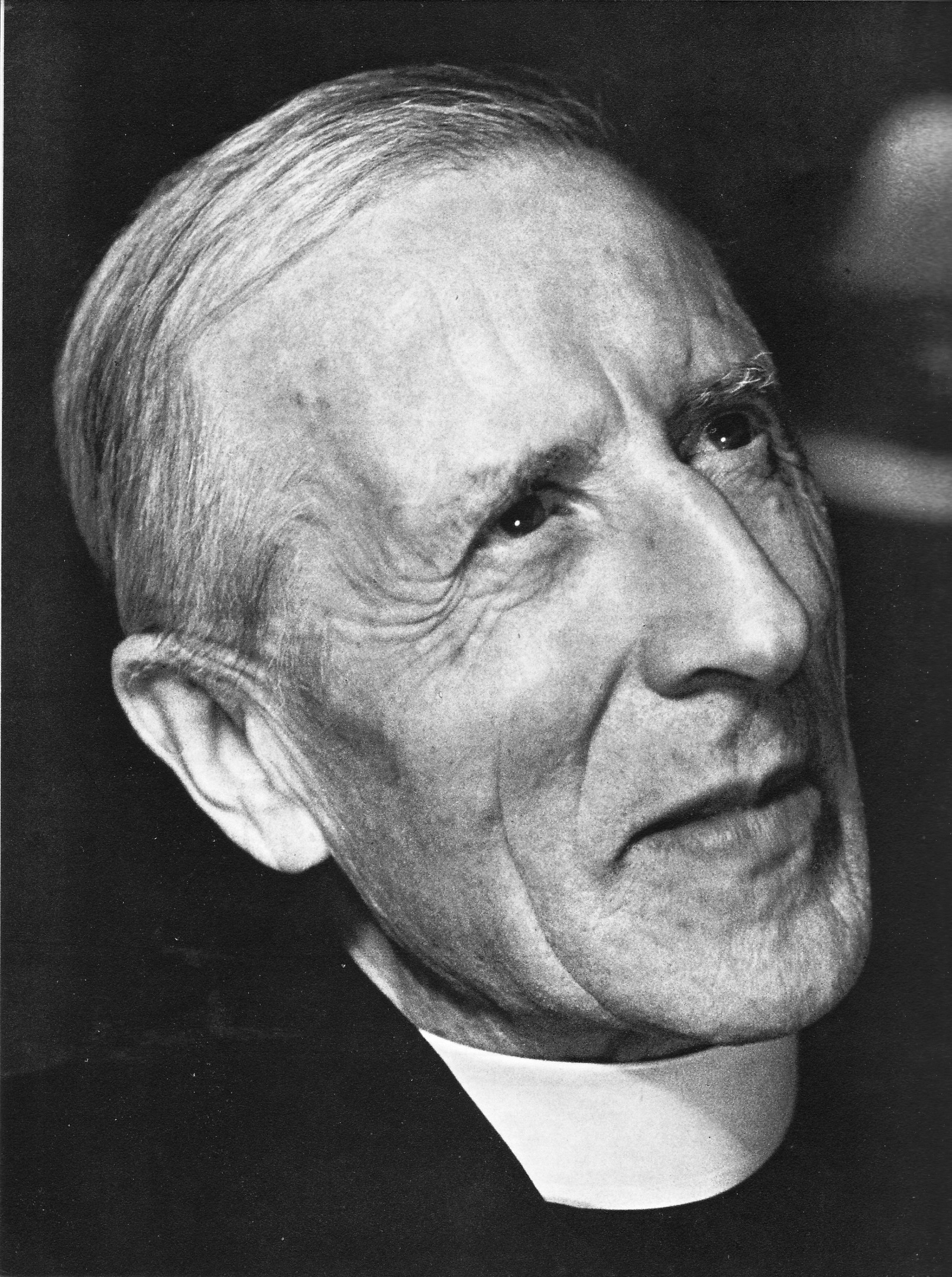
Pierre Teilhard de Chardin en 1947.

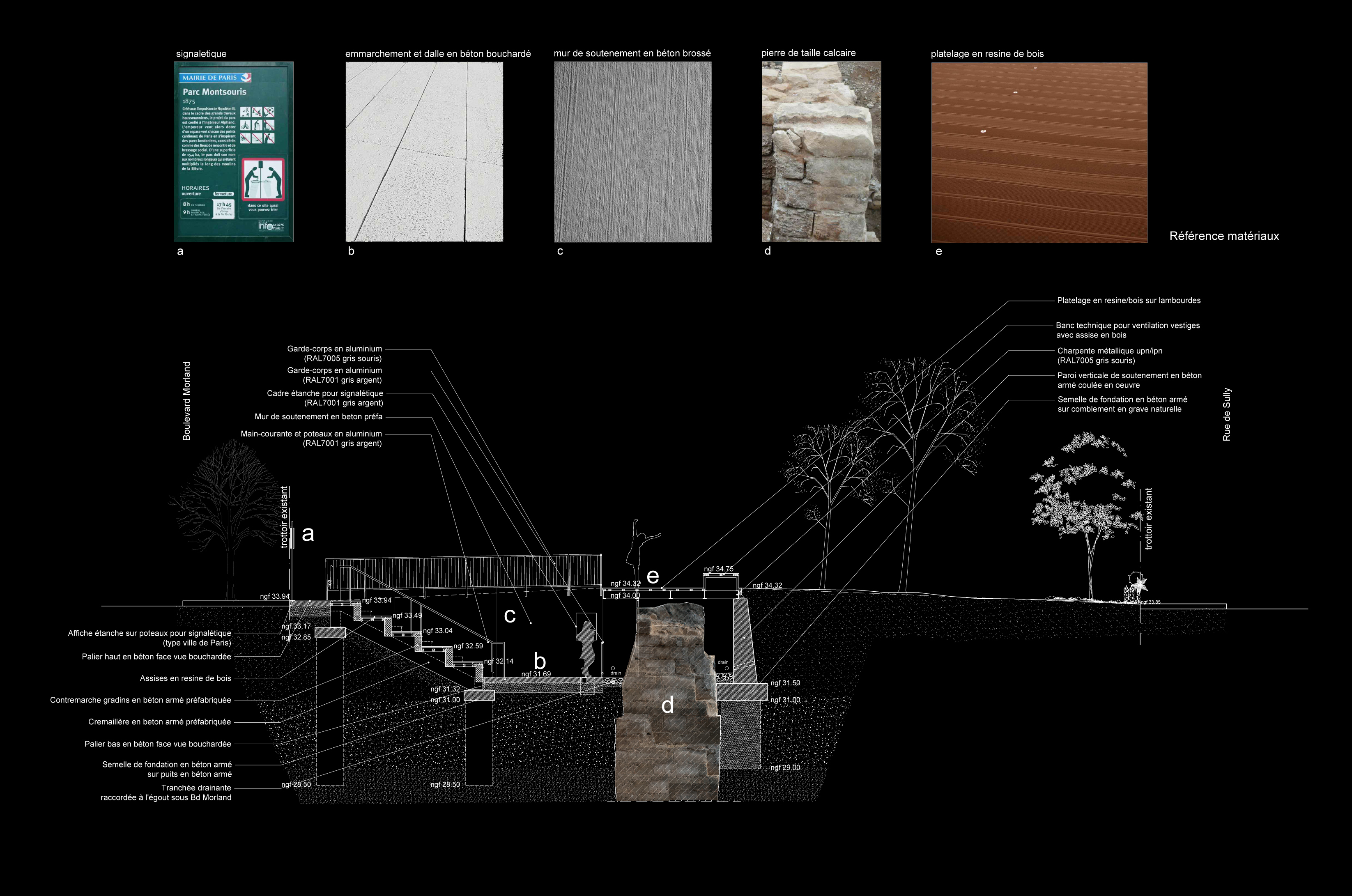
Dessin de projet de A. Bravaccio.

Le diagnostic de la DHAAP présente les vestiges archéologiques retrouvés sous l'ancienne place et qui représentent deux sections quasiment contiguës du tronçon des remparts "Charles V", érigés sur la rive droite entre la porte des Célestins (à l'emprise de l'actuel jardin du Père Teilhard de Chardin) et la tour de Billy (au croisement de la Seine et du canal de l'Arsenal). Le tronçon des remparts était composé de tours en échauguettes disposées à distance régulière et reliées par une épaisse courtine avec un glacis en partie basse. Le rempart reposait sur un talus qui terminait par fossé jusqu'à la Seine. 
Les vestiges ont permis d'observer une partie de courtine sur une longueur totale de 15,50 m : malgré la perte de matière centrale qui divise en deux sections la courtine, les sondages ont permis de retrouver la continuité du massif de fondation. Les élévations extérieures (donnant sur Bd Morland) des deux sections sont composées en blocs en grand appareil de pierre de taille du Lutétien supérieur (calcaire à cérithes ou à milioles) dont les joints sont en mortier maigre sableux jaune clair ; le massif de fondation est composé de blocs issus des bancs des Lambourdes (Lutétien moyen).
La construction des tronçons retrouvés fut entreprise très vraisemblablement entre 1366 et 1371 et font partie de la nouvelle ligne de remparts "Charles V" autour de Paris. L'origine de l'agrandissement de l'ancienne ligne défensive "Philippe Auguste" réside dans la volonté d'Étienne Marcel, prévôt des marchands (1302/1310-1358) d'englober notamment les faubourgs à l'est de la ville ; C'est bien sous le règne de Charles V qu'Hugues Aubriot, Prévost de Paris (1338-1380), en poursuit la construction de la nouvelle ligne des remparts et c'est sous le règne de Charles VI, en 1420, qu'on achève la réalisation. 

## Projet 2016-2018
Pour favoriser l'insertion des vestiges dans la composition du nouveau jardin de quartier, en accord avec les principes d'aménagement présentés en juillet 2016 par la DEVE de Paris, Aristide Bravaccio Valari Architecte, architecte du patrimoine, est choisi comme maitre d'œuvre pour la mise en valeur de la section Nord-Ouest des vestiges, qui présente une courtine compacte où figurent des nombreuses marques des tacherons et la taille en glacis des premières assises de pierre sur les parements extérieurs. Les principes d'aménagement consistent à créer un jardin de quartier accessible et perméable, pour garder la caractéristique de la place actuelle qui est très passante et ouverte. L'idée est celle d'un jardin de quartier ouvert qui met en valeur les vestiges des remparts comme élément principal. Les choix structurants envisagés pour l'aménagement du jardin sont les suivants : - Végétation basse et d'accompagnement  sur les trottoirs existants conservés ;  - Allée centrale avec plantation feuillues sur les côtés ;  - Allées transversales en grandes dalles minérales avec joints engazonnés ;  - Parvis minéral devant la bibliothèque ;  - Aires de pelouse accessible avec arbres fruités ;  - Fosse en gradins devant la section Nord-Ouest des vestiges archéologiques.

Vue des travaux en cours d'œuvre.

Les choix de projet visent avant tout à assurer la conservation des vestiges médiévaux : garantir des excellentes conditions de ventilation pour la respiration de la pierre et des liants hydrauliques, tout comme protéger contre l'action des intempéries et encore de la pression de la terre tout autour. De fait, l'allée centrale du jardin est conçue sur l'ancienne emprise des remparts médiévaux et forme une passerelle à l'aplomb des vestiges : cela permet de mettre en œuvre un toit pour les vestiges qui puisse par sa forme rendre possible un tirage haut pour la ventilation naturelle de la pierre. L'emploi d'un pare-pluie hpv respirant entre le platelage et la charpente avec rejet d'eau en façade est préconisé pour la ventilation du platelage et en tant que barrière à l'eau de pluie. Cette passerelle prend appui sur les parois de soutènement coulées en œuvre qui protègent les vestiges des poussés de la terre ; une tranchée drainante enterrée est raccordée à l'égout sous Boulevard Morland.

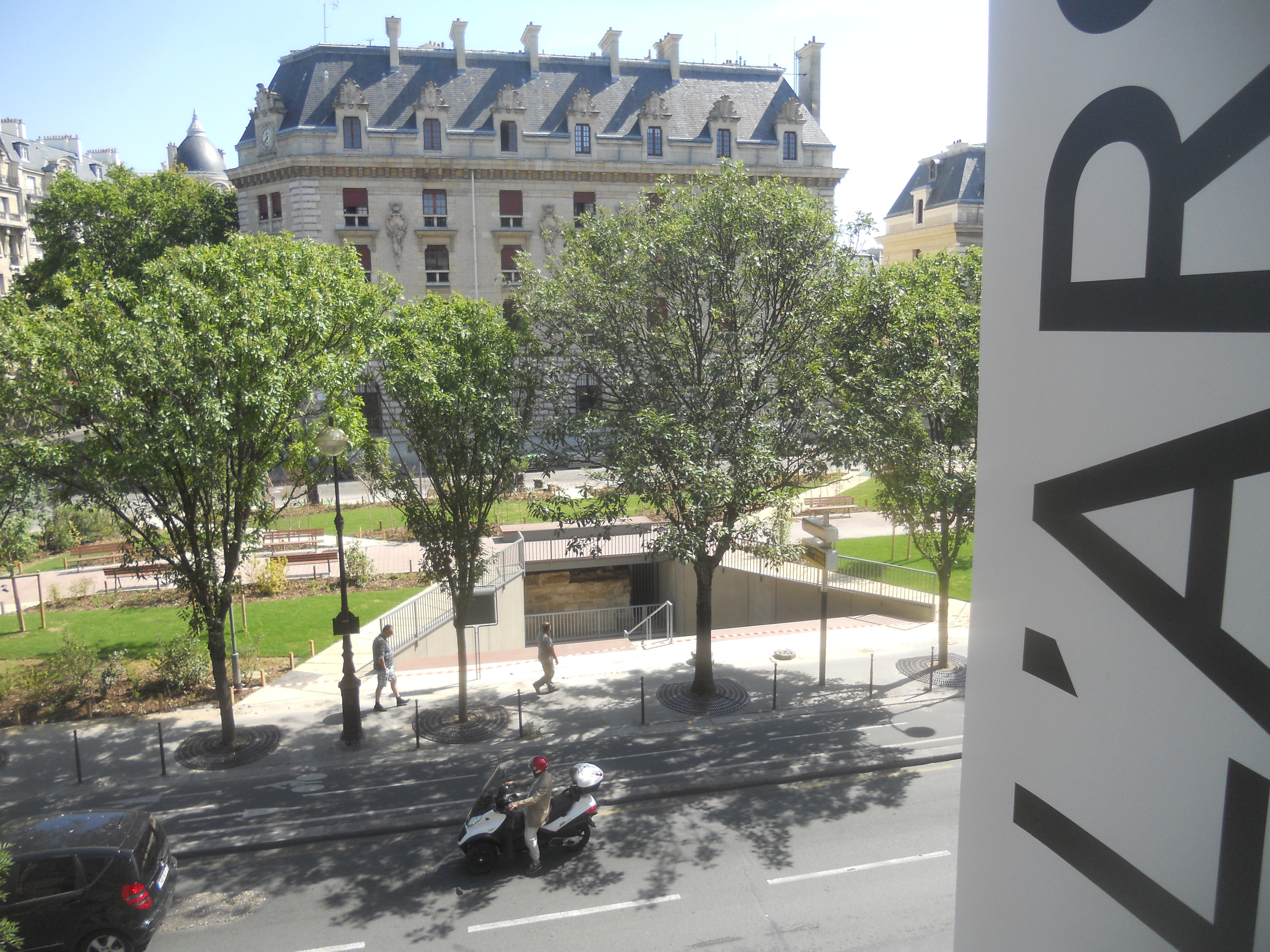
Vue depuis le pavillon de l'Arsenal.

L'aménagement d'un espace minéral en gradins face à la section Nord-Ouest des vestiges, conçu pour contenir les poussées de la terre et servir d'espace de visite et récréatif, crée le fond scénographique des vestiges. Le choix du béton s'est fait par la compacité de sa matière et par son aspect neutre qui peut se décliner sur les parois verticales comme sur les dalles de revêtement au sol. Les textures différentes créent une légère vibration de la matière concrète afin d'anticiper le grain de la pierre calcaire ocre claire des vestiges. Les assises des gradins en résine de bois marron clair accompagnent progressivement, du haut vers le bas, le regard du spectateur vers les maçonneries anciennes.

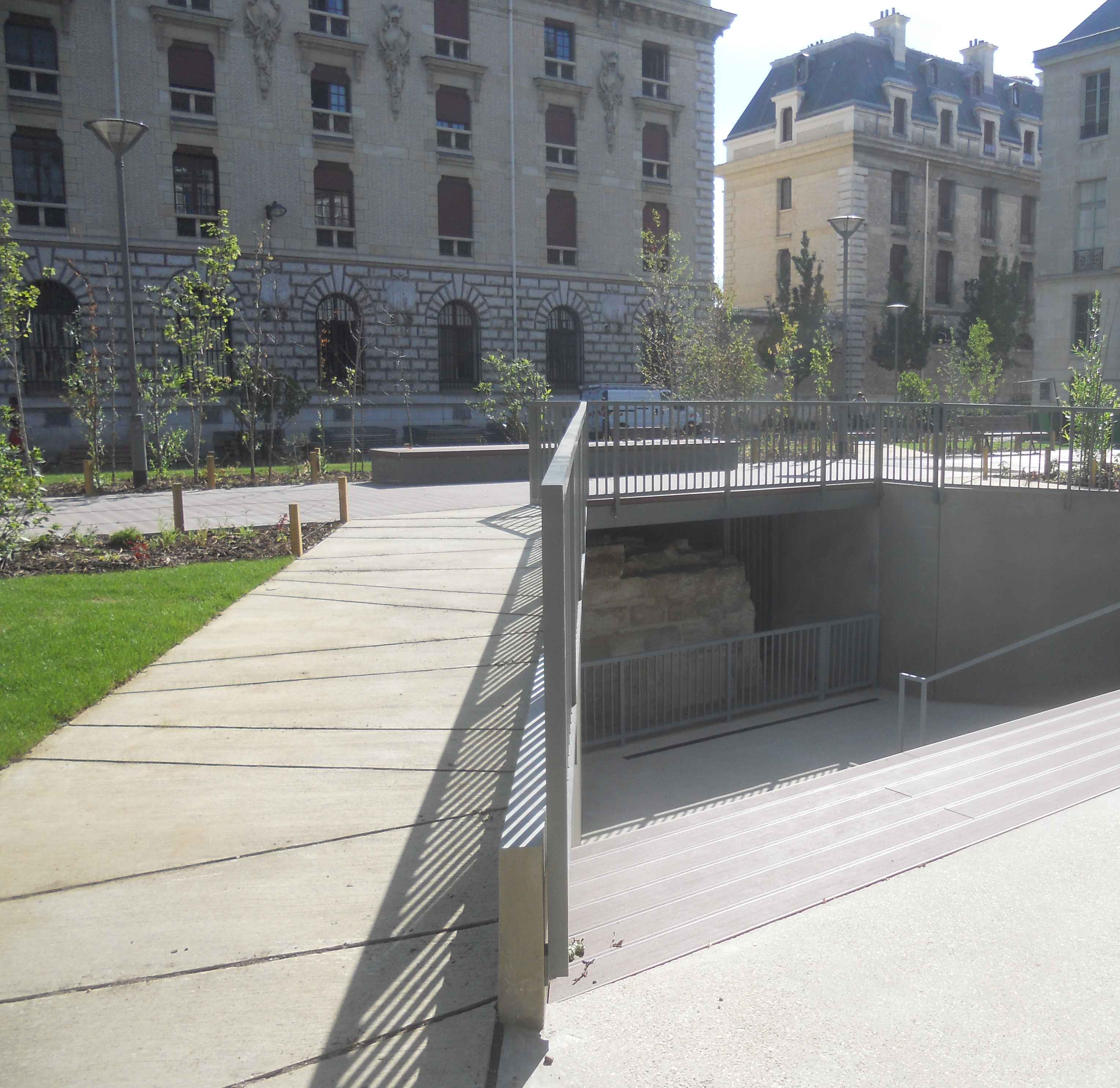
Vue depuis le boulevard Morland.

Le parti de projet propose de recréer un contexte typologique cohérent des espaces et matériaux projetés avec les vestiges médiévaux : l'allée centrale en résines de bois évoque par exemple l'emprise au sol du tronçon des remparts Charles V et la végétation par bosquet d'arbres à proximité des vestiges matérialise (avec le temps) la hauteur du rempart et la compacité du massif. 

## Travaux janvier-juillet 2019
- Maîtrise d'ouvrage
  - Mairie de Paris - Direction des espaces verts et de l'environnement
  - Service d’Exploitation des Jardins – Division des 1er, 2e, 3e, 4e, et 7e arrondissements
- Maitrise d'Œuvre Jardin
  - Mairie de Paris - Service du Paysage et de l’Aménagement - DET N°2
  - Maitrise d'Œuvre Vestiges
  - Aristide Bravaccio Valari Architecte - Architecte du Patrimoine
- Surveillance archéologique
  - DHAAP
- Entreprise Lot 1 Maçonneries-Charpente et Lot 3 Platelage
  - SPORTS & PAYSAGES
- Entreprise Lot 2 Paysage
  - AGRIGEX
- BET Paysage
  - OSMOSE
- BET géotechnique
  - GEOEST
- Mission Éclairage
  - EVESA
  - CITEOS
- Bureau de contrôle technique
  - QUALICONSULT
- SPS
  - GTI CONSEIL

## Commentaire
Cet odonyme n'a pas eu l'heur de plaire à l'historien de Paris Alfred Fierro : 

« Le Conseil [de Paris]  abuse de noms interminables attribués à des lieux improbables : […] place du Père-Teilhard-de-Chardin (1981) pour un espace couvert de gravier situé devant la bibliothèque de l'Arsenal et orné d'une statue d'Arthur Rimbaud […]. Heureusement, ces lieux ne correspondent pas à une adresse postale, car leur intitulé aurait de la peine à tenir sur une enveloppe. »